# Justin Leonard
Justin Leonard (* 15. Juni 1972 in Dallas, Texas) ist ein US-amerikanischer Profigolfer der PGA Tour. Er gehört dem Kreis der Major-Sieger an.

## Werdegang
Nach dem Besuch der University of Texas in Austin, einem Titelgewinn bei der US Amateur Championship 1992 und der NCAA Championship 1994 wurde er in diesem Jahr Berufsgolfer.
In der Saison 1996 gewann er sein erstes Turnier auf der PGA TOUR. Schon im Jahr darauf gelang ihm der größte Erfolg seiner Karriere mit dem Sieg bei der Open Championship in Royal Troon. Insgesamt hat Leonard bislang elf Turniersiege auf dieser bedeutendsten Turnierserie zu Buche stehen, darunter die höchstdotierten Players Championship im Jahr 1998. Einen zweiten Open Championship Sieg verfehlte er 1999 in Carnoustie nur knapp im Stechen gegen den Schotten Paul Lawrie.
Er stand fünfmal beim Presidents Cup und dreimal beim Ryder Cup im Team der USA. Zweimal vertrat er sein Land im World Cup und einmal im Dunhill Cup.
Justin Leonard ist mit seiner Frau Amanda verheiratet und hat zwei Töchter und einen Sohn. Die Familie lebt in seiner Heimatstadt Dallas.

## PGA Tour Siege
- 1996: Buick Open
- 1997: Kemper Open, The Open Championship
- 1998: Players Championship
- 2000: Westin Texas Open at LaCantera
- 2001: Texas Open at LaCantera
- 2002: Worldcom Classic – The Heritage of Golf
- 2003: The Honda Classic
- 2005: Bob Hope Chrysler Classic, FedEx St. Jude Classic
- 2007: Valero Texas Open
- 2008: Stanford St. Jude Championship

Major Championship fett gedruckt.

## Teilnahmen an Teambewerben
- Presidents Cup: 1996 (Sieger), 1998, 2003 (remis), 2005 (Sieger), 2009 (Sieger)
- Ryder Cup: 1997, 1999 (Sieger), 2008 (Sieger)
- Dunhill Cup: 1997
- World Cup: 1997, 2003

## Resultate in Major Championships
| Tournament            | 1993  | 1994 | 1995 | 1996 | 1997 | 1998 | 1999 |
| --------------------- | ----- | ---- | ---- | ---- | ---- | ---- | ---- |
| The Masters           | CUT   | DNP  | DNP  | T27  | T7   | T8   | T18  |
| US Open               | T68LA | DNP  | DNP  | T50  | T36  | T40  | T15  |
| The Open Championship | CUT   | DNP  | T58  | CUT  | 1    | T57  | T2   |
| PGA Championship      | DNP   | DNP  | T8   | T5   | 2    | CUT  | CUT  |

| Tournament            | 2000 | 2001 | 2002 | 2003 | 2004 | 2005 | 2006 | 2007 | 2008 | 2009 |
| --------------------- | ---- | ---- | ---- | ---- | ---- | ---- | ---- | ---- | ---- | ---- |
| The Masters           | T28  | T27  | T20  | CUT  | T35  | T13  | T39  | DNP  | T20  | CUT  |
| US Open               | T16  | CUT  | T12  | T20  | CUT  | T23  | CUT  | CUT  | T36  | CUT  |
| The Open Championship | T41  | CUT  | T14  | CUT  | T16  | T52  | DNP  | CUT  | T16  | T8   |
| PGA Championship      | T41  | T10  | T4   | CUT  | T2   | CUT  | CUT  | CUT  | T58  | T67  |

| Tournament            | 2010 | 2011 | 2012 | 2013 | 2014 | 2015 |
| --------------------- | ---- | ---- | ---- | ---- | ---- | ---- |
| The Masters           | CUT  | DNP  | DNP  | DNP  | DNP  | DNP  |
| US Open               | T14  | DNP  | DNP  | DNP  | 59   | DNP  |
| The Open Championship | CUT  | CUT  | CUT  | T13  | CUT  | CUT  |
| PGA Championship      | T39  | DNP  | DNP  | DNP  | DNP  | DNP  |

LA = Low Amateur (Bester Amateur)

DNP = nicht teilgenommen

CUT = Cut nicht geschafft

„T“ geteilte Platzierung

Grüner Hintergrund für Sieg

Gelber Hintergrund für Top 10